# パーム病院
パーム病院（パームびょういん）は、明治13年（1880年）新潟県新潟市（現：中央区）南浜通に、スコットランド一致長老教会医療宣教師、T・A・パームが開設したキリスト教系の病院である。

## 解説
1874年(明治7年)4月にスコットランド一致長老教会のT・A・パームは英国聖公会宣教会のジョン・パイパー、通訳の雨森信成、雇い人の陶沢、水谷夫妻と共に新潟にはいる。そして、湊町3丁目に日本家屋を借りて住み、診療所を開き医療行為とキリスト教伝道を開始した。
パームはエディンバラ大学医学部在学中に、リスター教授に師事していた。そこで、リスター式防腐法を持って、化膿を防いだ手術を行ったことで飛躍的に生存率が上がり、「パームは死者も生かす」と評判がたった。地元民からは、「パンの医者」「パンの病院」として親しまれた。
医療助手に旧村上藩の大和田清晴などを雇っていた。年間の手術は、1878年(明治11年)には174回、医療費は319になった。
1880年(明治13年)8月6日に明治新潟大火により、診療所を消失した。エディンバラ医療宣教会よりの援助で、南浜通り2番町に、新病院を建設した。これが、パーム病院と呼ばれることになった。
1884年(明治17年)には沢山保羅が入院しながら、新潟伝道に取り組んだ。
1885年(明治18年)にパームの後任として、アメリカン・ボードの医療宣教師ドリマス・スカッダーが来日する。スカッダーは伝道と教育に専念するために、1885年にパーム病院を閉鎖した。